# Lijst van Vlaamse ministers van Werkgelegenheid
Dit is een lijst van Vlaamse ministers van Werkgelegenheid in de Vlaamse regering.

## Lijst
| Nr. | Minister | Minister                   | Partij | Partij | Begin             | Einde             | Regering(en)                  | Bevoegdheid                     |
| --- | -------- | -------------------------- | ------ | ------ | ----------------- | ----------------- | ----------------------------- | ------------------------------- |
| 1   |          | Gaston Geens (1931-2002)   |        | CVP    | 22 december 1981  | 3 februari 1988   | Geens I, II                   | Werkgelegenheid                 |
| 2   |          | Theo Kelchtermans (1943)   |        | CVP    | 3 februari 1988   | 18 oktober 1988   | Geens III                     | Tewerkstelling                  |
| 3   |          | Roger De Wulf (1929-2016)  |        | SP     | 18 oktober 1988   | 21 januari 1992   | Geens IV                      | Tewerkstelling                  |
| 4   |          | Leona Detiège (1942)       |        | SP     | 21 januari 1992   | 1 januari 1995    | Van den Brande I, II III      | Tewerkstelling/ Werkgelegenheid |
| 5   |          | Leo Peeters (1950)         |        | SP     | 1 januari 1995    | 20 juni 1995      | Van den Brande III            | Werkgelegenheid                 |
| (2) |          | Theo Kelchtermans (1943)   |        | CVP    | 20 juni 1995      | 13 juli 1999      | Van den Brande IV             | Werkgelegenheid                 |
| 6   |          | Renaat Landuyt (1959)      |        | sp.a   | 13 juli 1999      | 20 juli 2004      | Dewael, Somers                | Werkgelegenheid                 |
| 7   |          | Frank Vandenbroucke (1955) |        | sp.a   | 20 juli 2004      | 13 juli 2009      | Leterme, Peeters I            | Werk/ Werkgelegenheid           |
| 8   |          | Philippe Muyters (1961)    |        | N-VA   | 13 juli 2009      | 2 oktober 2019    | Peeters II, Bourgeois, Homans | Werkgelegenheid/ Werk           |
| 9   |          | Hilde Crevits (1967)       |        | CD&V   | 2 oktober 2019    | 18 mei 2022       | Jambon                        | Werk                            |
| 10  |          | Jo Brouns (1975)           |        | CD&V   | 18 mei 2022       | 30 september 2024 | Jambon                        | Werk                            |
| 11  |          | Zuhal Demir (1980)         |        | N-VA   | 30 september 2024 | heden             | Diependaele                   | Werk                            |